# Units pel Progrés d'Andorra
Units pel Progrés d'Andorra (UPA) és un partit polític andorrà fundat l'any 2019. Es presentarà a les eleccions al Consell General d'Andorra de 2019 i el seu cap de llista a la circumscripció nacional serà en Alfons Clavera Arizti. De moment no han presentat cap llista en la circumscripció parroquial.